# Ettore Ruocco
Ettore Ruocco (Napoli, 27 gennaio 1920 – Cairo Montenotte, 16 aprile 1944) è stato un militare e partigiano italiano, Medaglia d'Oro al Valor Militare alla memoria.

## Biografia
Nacque a Napoli nel 1920. Dopo essersi diplomato alla Scuola Militare Teuliè di Milano si iscrisse al primo anno di ingegneria a Torino, ma cambia idea e si arruolò seguendo il corso ufficiali, venne nominato sottotenente, proprio nei giorni dell'armistizio.	Si diresse nelle Valli di Lanzo dove iniziò a raggruppare militari sbandati; con la banda così formata si impegnò in attacchi contro le forze nazifasciste, venne ferito e rientrò a Torino per curarsi e qui ebbe modo di conoscere un'organizzazione di ufficiali, costituita dal generale Raffaello Operti.
Non contento dell'attendismo dimostrato dal generale, decise di andare in Val Casotto, dove operava il 1º Gruppo Divisioni Alpine al comando di Enrico Martini "Mauri", qui gli venne dato il comando di una squadra successivamente denominata "Squadra di ferro".

Nel marzo 1944, durante un rastrellamento nazifascista, la sua squadra tenne testa per tre giorni all'avanzata del nemico, sfuggì all'accerchiamento, ma si rese conto della mancanza del fratello che nel frattempo lo aveva raggiunto in montagna, e cadde in mano ai nazisti. Venne rinchiuso in carcere e per un mese, pur sottoposto a tortura, riuscì a non tradire e addirittura non rivelò il suo nome. Sul muro della cella scrisse parafrasando Dante:
. Venne fucilato assieme a Domenico Quaranta, Innocenzo Contini, Pietro Augusto Dacomo, anche loro decorati con medaglia d'oro al valor militare.